# Herbert Hasenbein
Herbert Hasenbein (* 21. Juni 1928 in Dittlaken) ist ein deutscher früherer Volkskammerabgeordneter für den Freien Deutschen Gewerkschaftsbund (FDGB).

## Leben
Hasenbein stammt aus der preußischen Provinz Ostpreußen und ist der Sohn einer Arbeiterfamilie. Nach dem Besuch der Volksschule in Groß Sobrat war er von 1942 bis 1944 als Melker tätig. Gegen Kriegsende floh er aus Ostpreußen in Richtung Westen. Er wurde in der Sowjetischen Besatzungszone ansässig und ab 1946 als Rinderzüchter im Volkseigenen Gut (VEG) Straußfurt tätig und legte 1952 die Meisterprüfung ab. 1954 wechselte er als Rinderzüchter in das Volkseigene Gut im Ortsteil Pfafferode der Thomas-Müntzer-Stadt Mühlhausen/Thüringen.

## Politik
Hasenbein wurde 1949 Mitglied des FDGB und trat 1955 der SED bei. Ab 1957 war er Mitglied der Leitung der Betriebsparteiorganisation der SED im VEG Mühlhausen. In den beiden Wahlperioden von 1963 bis 1967 und von 1967 bis 1971 war er Mitglied der FDGB-Fraktion in der Volkskammer der DDR.